# Barysh
Huyện Barysh (tiếng Nga: ? райо́н) là một thị xã của Tỉnh Ulyanovsk, Nga. Huyện có diện tích 12 km², dân số thời điểm ngày 1 tháng 1 năm 2000 là 21300 người. Dân số qua các thời kỳ:  18,902 (Điều tra dân số 2002); 20,213 (Điều tra dân số năm 1989).